# Gary Suter
Gary Lee Suter (ur. 24 czerwca 1964 w Madison w stanie Wisconsin, USA) – amerykański hokeista zawodowy. W lidze NHL grał w drużynach Calgary Flames, Chicago Blackhawks oraz San Jose Sharks.
W 1986 roku uhonorowany Calder Memorial Trophy (debiutant sezonu), natomiast w 1989 roku, wraz z drużyną Calgary Flames zdobył Puchar Stanleya.
- pozycja – obrońca
- wzrost – 182 cm
- waga – 92 kg

## Statystyki
| Sezon        | Wiek | Drużyna            | Liczba meczów | Gole | Asysty | Punkty | Kary w min. |
| ------------ | ---- | ------------------ | ------------- | ---- | ------ | ------ | ----------- |
| 1985–1986    | 21   | Calgary Flames     | 80            | 18   | 50     | 68     | 141         |
| 1986–1987    | 22   | Calgary Flames     | 68            | 9    | 40     | 49     | 48          |
| 1987–1988    | 23   | Calgary Flames     | 75            | 21   | 70     | 91     | 124         |
| 1988–1989    | 24   | Calgary Flames     | 63            | 13   | 49     | 62     | 78          |
| 1989–1990    | 25   | Calgary Flames     | 76            | 16   | 60     | 76     | 97          |
| 1990–1991    | 26   | Calgary Flames     | 79            | 12   | 58     | 70     | 102         |
| 1991–1992    | 27   | Calgary Flames     | 70            | 12   | 43     | 55     | 128         |
| 1992–1993    | 28   | Calgary Flames     | 81            | 23   | 58     | 81     | 112         |
| 1993–1994    | 29   | Calgary Flames     | 25            | 4    | 9      | 13     | 20          |
| jw.          | jw.  | Chicago Blackhawks | 16            | 2    | 3      | 5      | 18          |
| 1994–1995    | 30   | Chicago Blackhawks | 48            | 10   | 27     | 37     | 42          |
| 1995–1996    | 31   | Chicago Blackhawks | 82            | 20   | 47     | 67     | 80          |
| 1996–1997    | 32   | Chicago Blackhawks | 82            | 7    | 21     | 28     | 70          |
| 1997–1998    | 33   | Chicago Blackhawks | 73            | 14   | 28     | 42     | 74          |
| 1998–1999    | 34   | San Jose Sharks    | 1             | 0    | 0      | 0      | 0           |
| 1999–2000    | 35   | San Jose Sharks    | 76            | 6    | 28     | 34     | 52          |
| 2000–2001    | 36   | San Jose Sharks    | 68            | 10   | 24     | 34     | 84          |
| 2001–2002    | 37   | San Jose Sharks    | 82            | 6    | 27     | 33     | 57          |
| Podsumowanie |      |                    | 1145          | 203  | 642    | 845    | 1327        |
| Playoffs     |      |                    | 108           | 17   | 56     | 73     | 120         |